# ليو دوغلاس
ليو دوغلاس (بالإنجليزية: Lew Douglas)‏ هو ملحن أمريكي، ولد في 25 أغسطس 1912، وتوفي في 11 نوفمبر 1997.

## وصلات خارجية
- ليو دوغلاس على موقع ميوزك برينز (الإنجليزية)
- ليو دوغلاس على موقع أول ميوزيك (الإنجليزية)
- ليو دوغلاس على موقع ديسكوغز (الإنجليزية)